# З'єднання Z
З'єднання Z (англ. Force Z) — ескадрон військово-морського флоту Великої Британії створений під час Другої світової війни і складався з лінкора «Принц Уельський», лінійного крейсера «Ріпалс» і ескортних міноносців. Ескадрон був створений в 1941 року для підсилення британських гарнізонів в Південно-східній Азії, зокрема Сінгапур. Був знищений японською авіацією під час Бою біля Куантана.